# سوگونگ-دونگ
سوگونگ-دونگ (به لاتین: Sogong-dong) یک منطقهٔ مسکونی در کره جنوبی است که در Jung District واقع شده‌است.